# 切手趣味週間
切手趣味週間（きってしゅみしゅうかん）とは切手の健全な収集をはかるため、日本の郵政記念日（旧・逓信記念日）の4月20日を含む1週間に設定されている週間である。

## 歴史
切手趣味の普及を図る目的で1947年に当時の逓信省が「切手趣味の週間」として設けた。1957年までは11月に行われていたが、1958年より郵政記念日（旧・逓信記念日）の4月20日を中心に行われることになった。これを記念する切手も発行されており、最初の年は普通切手を小型シートに収めたものだったが、翌年には初めて切手趣味週間オリジナルの記念切手が発行され、菱川師宣の『見返り美人』が図案に採用された。この切手は高額印紙用の目打ちを利用して作られたこともあり、翌年に発行された歌川広重の『月に雁』とともに日本の切手の中では最大のサイズとなった。『見返り美人』は日本の記念切手の代名詞といわれ、郵便創業120年にあたる1991年にも採用されている。その後、記念切手の発行は一時中断したが、1955年以降は毎年発行している。近年は日本郵趣協会のキャンペーンにより会員が全国各地でミニ切手展を開くなど、実効のある週間となってきている。

## 発行切手一覧
- 1947年：葛飾北斎「山下白雨」の富士

普通切手（第1次新昭和1円切手）5枚を組み合わせ、小型シートの形で発行。
- 1948年：菱川師宣「見返り美人」
- 1949年：歌川広重「月に雁」
- 1954年：法隆寺観音菩薩像

普通切手（第2次動植物国宝10円切手）10枚を組み合わせ、小型シートの形で発行。
- 1955年：喜多川歌麿「ビードロを吹く娘」
- 1956年：東洲斎写楽「市川蝦蔵」
- 1957年：鈴木春信「まりつき」
- 1958年：鳥居清長「雨中湯帰り」
- 1959年：細田栄之「浮世源氏八景」
- 1960年：三十六歌仙絵巻「伊勢」
- 1961年：「舞妓図屏風」の1曲
- 1962年：狩野長信「花下遊楽図」より
- 1963年：「本多平八郎姿絵」の一部（通称「千姫」）
- 1964年：源氏物語絵巻「宿木」
- 1965年：上村松園「序の舞」
- 1966年：藤島武二「蝶」
- 1967年：黒田清輝「湖畔」
- 1968年：土田麦僊「舞妓林泉」
- 1969年：小林古径「髪」
- 1970年：岡田三郎助「婦人像」
- 1971年：鏑木清方「築地明石町」
- 1972年：中村岳陵「気球揚る」
- 1973年：岸田劉生「住吉詣」
- 1974年：伊東深水「指」
- 1975年：「松浦屏風」
- 1976年：「彦根屏風」
- 1977年：「機織図」
- 1978年：「寛文美人図」
- 1979年：「立美人図」
- 1980年：西川祐信「春の野遊図」
- 1981年：鈴木春信「見立夕顔」
- 1982年：鳥居清長「待乳山の雪見」
- 1983年：喜多川歌麿「台所美人」
- 1984年：東洲斎写楽「大谷鬼次の奴江戸兵衛」「岩井半四郎の乳人重の井」
- 1985年：竹久夢二「北方の冬」「朝の光へ」
- 1986年：菊池契月「南波照間」
- 1987年：橋口五葉「髪梳ける女」「化粧の女」
- 1988年：鳥居言人「長襦袢」「帯」
- 1989年：北野恒富「阿波踊」
- 1990年：太田聴雨「星をみる女性」
- 1991年：菱川師宣「見返り美人」、山川秀峰「序の舞」

郵便事業120周年記念切手として発行。
- 1992年：山口蓬春「榻上の花」
- 1993年：堅山南風「画室にて」
- 1994年：福田平八郎「花菖蒲」
- 1995年：金島桂華「画室の客」

阪神・淡路大震災の寄付金（20円）付き切手として発行。
- 1996年：安田靫彦「窓」
- 1997年：奥村土牛「醍醐」
- 1998年：小林古径「罌粟」
- 1999年：堂本印象「兎春野に遊ぶ」
- 2000年：橋本雅邦「竜虎図」
- 2001年：中村洗石「郵便物投函の図」
- 2002年：「加茂競馬図屏風」
- 2003年：「羊木纈屏風」
- 2004年：森狙仙「雨中桜五匹猿図」
- 2005年：伊藤若冲「大鶏雌雄図」
- 2006年：円山応挙「朝顔狗子図杉戸」
- 2007年：森一鳳「猪図」
- 2008年：渡辺省亭「花鳥十二ヶ月図」「葡萄」
- 2009年：于非闇「牡丹蜂雀」、任伯年「牡丹」、金島桂華「牡丹」

中国・洛陽市で開催された「中国2009世界切手展」記念として、日中両国の画家による牡丹を題材とする絵画を採用。
- 2010年：橋本雅邦「龍虎図屏風」「花鳥図」、張善孖「虎」
- 2011年：豊原国周「郵便ノ使音吉」、梅堂国政「開化幼早学門」、三代広重「東京開化名所 四日市郵便役所」

「切手趣味週間・郵便創業百四十周年」の名称で発行。これにちなみ、郵便を題材にしたデザインを採用。
- 2012年：「籬に草花図襖」、狩野山楽「龍虎図屏風」、狩野永納「春夏花鳥図屏風」[10]
- 2013年：狩野元信「四季花鳥図屏風」[11]
- 2014年：狩野永叔「梅桜小禽図屏風」「菊ニ鶴図屏風」[12][13]
- 2015年：狩野探幽「桐鳳凰図屏風」[14]
- 2016年：狩野永徳「上杉本洛中洛外図屏風」[15]
- 2017年：尾形光琳「燕子花図屏風」[1]
- 2018年：俵屋宗達「風神雷神図」[16]
- 2019年：鈴木其一「朝顔図屏風」[17]
- 2020年：尾形光琳「紅白梅図屏風」[18]
- 2021年：柴田真哉「郵便取扱の図」、久保田米僊「郵便現業絵巻」[19]

「切手趣味週間・郵便創業150年」の名称で発行。
- 2022年：喜多川歌麿「婦女人相十品 ポッピンを吹く娘」、東洲斎写楽「市川鰕蔵の竹村定之進」、鈴木春信「手鞠つき」[20]
- 2023年：松浦屏風「婦女遊楽図屏風」、「舞踊図屏風」[21]
- 2024年：彦根屏風「風俗図」、「機織図屏風」[22]
- 2025年：上村松園「序の舞」、土田麦僊「舞妓林泉」[23]

※図案についてはさくら日本切手カタログより

### ギャラリー

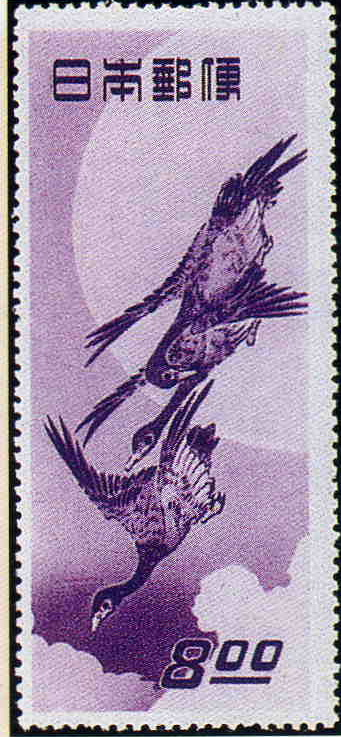
1949年
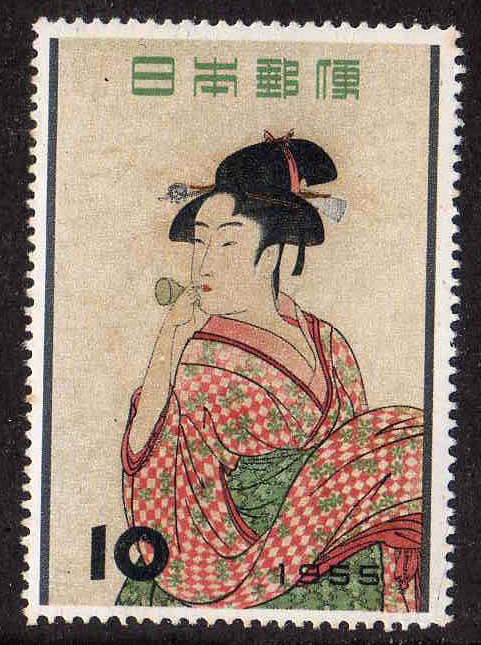
1955年
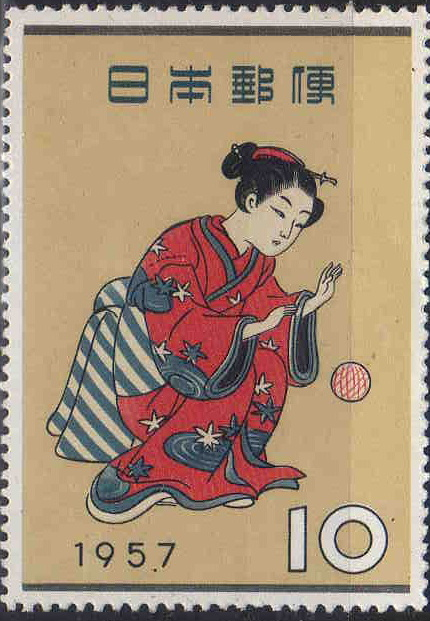
1957年
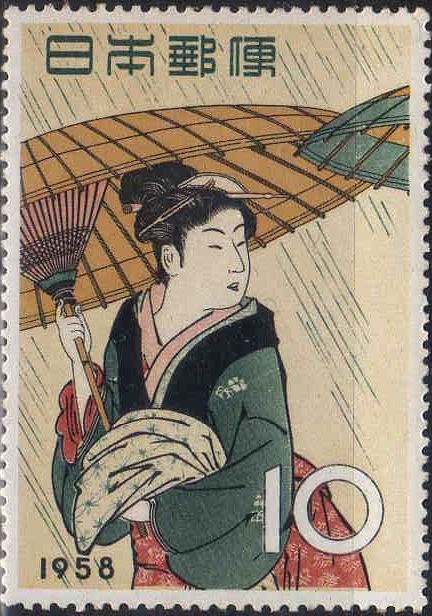
1958年